# Christoph Elschenbroich
Christoph Elschenbroich (* 28. April 1939 in Gera) ist ein deutscher Chemiker und Professor für Anorganische Chemie. 

## Leben und Werk
Christoph Elschenbroich studierte von 1957 bis 1964 Chemie an der Technischen Universität München, wo er 1964 sein Diplom erhielt und 1966 bei E. O. Fischer promovierte. Von 1967 bis 1968 war er Postdoktorand am Weizmann-Institut in Rehovot und am Technion (Israel Institute of Technology, Haifa). Von 1969 bis 1971 folgte eine Tätigkeit in der Industrie bei der damaligen Metallgesellschaft AG in Frankfurt am Main. Von 1972 bis 1975 arbeitete Elschenbroich am Physikalisch-chemischen Institut der Universität Basel, wo er bei seinem Mentor Fabian Gerson 1975 habilitierte. Im selben Jahr folgte er einem Ruf an die Philipps-Universität Marburg, um eine Professur für anorganische Chemie zu übernehmen. Dort arbeitete er bis zu seiner Pensionierung im Oktober 2004. 1983/1984 war er Dekan des Fachbereichs Chemie in Marburg. 1981 verbrachte er ein Forschungssemester an der Universität Zürich, 1986 am Brookhaven National Laboratory (New York), 1994 folgte ein Aufenthalt an der ENSCP Paris.
Christoph Elschenbroich wurde bekannt als Autor des Buches „Organometallchemie“, das er zusammen mit Albrecht Salzer begann. Für dieses Werk erhielt er 1988 zusammen mit A. Salzer den Literaturpreis des Fonds der Chemischen Industrie. 2019 erhielt er die Kulturplakette des Marktes Garmisch-Partenkirchen.

## Forschungsschwerpunkte
Die Forschungsschwerpunkte von Elschenbroich liegen auf den folgenden Gebieten:
- Aromaten-Metallkomplexe
- Metall-Ligand-Cokondensation
- Paramagnetische Elektronenresonanz (EPR)-Spektroskopie
- Cyclovoltammetrie